# Ana Lúcia (voleibolista)
Ana Lúcia de Camargo Barros (São Paulo, 16 de Dezembro de 1965) é uma ex-voleibolista brasileira.

## Carreira
Ela é originária de uma família de desportistas, seu avô de Bento de Camargo Barros disputou a prova do arremesso de disco/martelo em Los Angeles 1932, já seu pai, Paulo de Camargo Barros, foi jogador de basquete e campeão de tiro e a mãe Alexandrina foi nadadora, além de ser sobrinha do bicampeão mundial de basquete Amaury Antônio Pasos e irmã da também ex-voleibolista Ana Cristina.
A primeira modalidade que se dedicou foi a natação, isto, antes de treinar vôlei pelo Clube Paineiras entre 1975 e 1980, ano em que foi convocada para a seleção paulista. Por intermédio da treinadora Cristina  ingressou no Club Athletico Paulistano, sendo promovida para o elenco adulto em 1982, e neste permaneceu até 1986, quando foi contratada pelo Transbrasil. Também jogou pela ADC Pirelli, Pão de Açúcar/Colgate, Blue Life/Recra, Nossa Caixa/Recra e Uniban/São Caetano.
Pela seleção brasileira, estreou na Copa do Mundo de 1985, após se destacar no Mundial Sub-20, no qual alcançou o quarto lugar e foi considerada segunda melhor atleta da competição depois da cubana Mireya Luis. Disputou duas  edições dos jogos olímpicos,  a de Seul 1988, nesta finalizou na sexta posição, e  em Barcelona 1992 sendo semifinalista, na ocasião configurou o melhor desempenho do vôlei feminino neste evento. Outros torneios incluem o Mundial de 1986, os Jogos Pan-Americanos de 1987  e estava no elenco que se preparava para os  Pan de Caracas 1983, mas, foi dispensada  pelo motivo de abandono à concentração.
Aos 28 anos de idade anunciou sua precoce aposentadoria devido às contusões.Após tratamento retorna as quadras após três temporadas inativas e outras sucessões de lesões a levaram mudar de função, passou atuar de líbero no Petrobrás/Macaé, durante a temporada 1998-99. Migrando para o Voleibol paralímpico (Vôlei Sentado) defendendo a equipe do CPSP/ToTvs. Também é  diretora de um clube público e tem duas filhas.

## Títulos

### Individuais
- 1985- 2a Melhor Jogadora do Campeonato Mundial[4]
- 1985- 2a Melhor Jogadora do Campeonato Brasileiro[8]
- 1985-Melhor Saque do Campeonato Brasileiro[9]

### Estaduais
- Hexacampeã Paulista[4]

### Campeonato Brasileiro
- Bi-campeã (Brasileiro) atuando pelo Clube Atlético Paulistano (1982 e 1983) [4]
- Campeã (Liga Nacional) atuando pelo Nossa Caixa/Recra(1993/94)[4]

### Jogos Pan-americanos
- 4º Lugar (Indianápolis, Estados Unidos[10]

### Jogos Olímpicos de Verão
- 6º Lugar Olimpíada de Seul 1988[6]
- 4º Lugar Olimpíada de Barcelona 1992[6]

### Campeonato Sul-Americano
- 1982-Campeã(Seleção Infanto-juvenil)[11]
- 1984-Campeã(Seleção Juvenil)[12]
- 1991-Campeã(Seleção Adulta)[13]

### Campeonato Mundial de Voleibol Feminino
- 5ºLugar, 1986

### Copa do Mundo de Voleibol Feminino
- 6ºLugar, 1985
- 8ºLugar, 1991[14]

### Qualificação Intercontinental Olímpica
- 1988-Vice-campeã (Forli  Itália)[15]